# SunSunクッキング
『SunSunクッキング』（サンサンクッキング）は、南日本放送で放送されていた料理番組。株式会社タイヨーの一社提供。
内容は、出演者たちがタイヨーのオリジナル食材（薩摩健気黒牛やネッカリッチ味鶏など）を使ってごく一般的な料理を作るというものである。司会者はMBCタレントの西上原あい、講師はタイヨー料理教室の西村和子。また、料理をするうえで必要なものがあるときには臨時にスポンサーになってもらうこともある（ラップが必要な場合にはサランラップ、酢が必要なときにはミツカンなど）。
以前は番組の途中に、MBCタレントの猪俣睦彦が主たる食材の畜産農家や育成に従事している人を紹介する「むっちゃんのこだわりコーナー」があった。

## 放送時間
毎週土曜 11:30 - 11:40に放送。2005年3月までは土曜 9:45 - 10:00、2005年4月から2009年3月までは土曜 11:30 - 11:45の放送だった。